# Arsia Mons

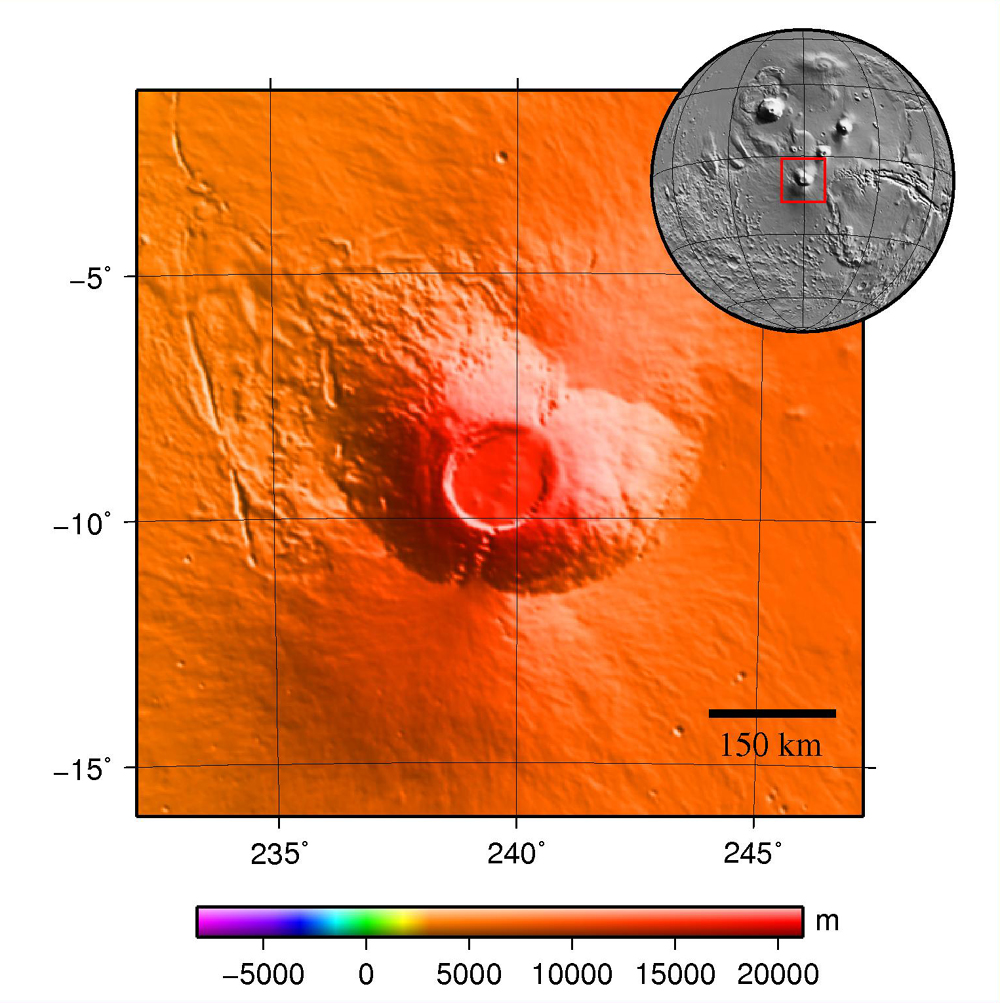
Topografisk karta över Arsia Mons

Arsia Mons är den sydligaste av tre vulkaner (kända som Tharsis Montes) på Mars. 